# Anthony B. Richmond
Anthony B. Richmond (* 7. Juli 1942 in London, England) ist ein britischer Kameramann.

## Leben und Wirken
Seine Karriere im Filmgeschäft begann Anthony „Tony“ Richmond als Clapper loader und Runner. In dieser Funktion wirkte er 1965 an der Literaturverfilmung Doktor Schiwago mit. 1968 arbeitete er erstmals als eigenständiger Kameramann an einer Spielfilmproduktion mit. Bis heute folgten vornehmlich Kinoproduktionen aus den verschiedensten Genres, an denen er mitwirkte.
Im Jahre 1985 trat Richmond zum bisher ersten und einzigen Mal als Regisseur in Erscheinung. Er inszenierte das Filmdrama Déjà Vu , die Hauptrolle übernahm seine damalige Ehefrau Jaclyn Smith. 
Für seine Kameraarbeit an dem Film Wenn die Gondeln Trauer tragen wurde Richmond 1974 mit dem Britischen Filmpreis ausgezeichnet. In einem Videointerview, das im Bonusmaterial der bluRay Disc von Wenn die Gondeln Trauer tragen enthalten ist, schildert Kameramann Anthony B. Richmond: „Viele Leute meinten, Nic Roeg verhalf mir zum Durchbruch als Kameramann. Aber so war es nicht, es waren John Schlesinger und Basil Dearden.“ Vor dem Spielfilm Wenn die Gondeln Trauer tragen hatte Richmond als Kameramann überwiegend an der Realisation von Musikfilmen mitgearbeitet, etwa 1968 für den Videoclip zu dem Song Jumpin’ Jack Flash der Rolling Stones in Kollaboration mit dem Regisseur Michael Lindsay-Hogg sowie bei dem Fernseh-Special The Rolling Stones Rock and Roll Circus und beim Dokumentarfilm The Kids Are Alright von The Who von 1979. Außerdem war Richmond Kameramann bei dem Rolling-Stones-Film One Plus One – Sympathy for the Devil von Regisseur Jean-Luc Godard von 1968.
Privates
Richmond war von 1981 bis 1989 mit Jaclyn Smith verheiratet. Aus dieser Ehe stammen zwei seiner Kinder. Er ist Vater zweier weiterer Kinder. Sein Sohn George Richmond trat in seine Fußstapfen und wurde ebenfalls Kameramann.

## Filmografie (Auswahl)
- 1968: Nur über eine Leiche (Only When I Larf)
- 1968: One Plus One (Sympathy for the Devil)
- 1970: Let It Be (Dokumentarfilm)
- 1971: The Insomniac
- 1972: In den Fängen der Madame Sin (Madame Sin)
- 1973: Wenn die Gondeln Trauer tragen (Don’t Look Now)
- 1974: Vampira
- 1974: Stardust
- 1975: Change
- 1976: Der Mann, der vom Himmel fiel (The Man who Fell to Earth)
- 1976: Der Adler ist gelandet (The Eagle has Landed)
- 1977: Silber, Banken und Ganoven (Silver Bears)
- 1978: Der große Grieche (The Greek Tycoon)
- 1979: Ein Mann räumt auf (Love and Bullets)
- 1979: The Kids Are Alright (Dokumentarfilm)
- 1980: Der Ringer (The American Success Company)
- 1980: Black Out – Anatomie einer Leidenschaft (Bad Timing)
- 1980: Head On
- 1980: Nightkill
- 1981: Papa haut auf den Putz (Improper Channels)
- 1982: Slapstick (Slapstick (Of Another Kind))
- 1986: That’s Life! So ist das Leben (That’s Life!)
- 1986: Christmas (Fernsehfilm)
- 1988: Sunset – Dämmerung in Hollywood (Sunset)
- 1988: The Loner (Fernsehfilm)
- 1989: Road Raiders (Fernsehfilm)
- 1989: Naked Steel (Prime Target, Fernsehfilm)
- 1989: Hexenkessel Miami (Cat Chaser)
- 1989: Kalte Rache (Settle the Score, Fernsehfilm)
- 1991: Final Instinct (Scissors)
- 1991: Nameless – Total Terminator (Timebomb)
- 1991: Indian Runner (The Indian Runner)
- 1992: Gnadenloser Irrtum (In the Arms of a Killer)
- 1992: Satans Braut (Midnight’s Child, Fernsehfilm)
- 1992: Candyman’s Fluch (Candyman)
- 1992: Gut gezielt ist halb getroffen (Four Eyes and Six-Guns)
- 1993: Herkules und die Sandlot-Kids (The Sandlot)
- 1993: Ein Fall für den Mörder (A Case for Murder, Fernsehfilm)
- 1993: Heart of Darkness (Fernsehfilm)
- 1994: Motorcycle Gang (Fernsehfilm)
- 1995: Tales from the Hood
- 1995: Gunpower – Ein todsicherer Coup (The Immortals)
- 1995: Full Body Massage – Der Masseur (Full Body Massage, Fernsehfilm)
- 1996: Schutzlos – Schatten über Carolina (Bastard Out of Carolina)
- 1996: Mr. Präsident Junior (First Kid)
- 1997: Playing God
- 1997: Rough Riders – Das furchtlose Regiment (Rough Riders, Fernsehfilm)
- 1998: Der kickende Müllmann (The Garbage Picking Field Goal Kicking Philadelphia Phenomenon, Fernsehfilm)
- 1999: Ravenous – Friss oder stirb (Ravenous)
- 1999: A Walk on the Moon
- 1999: And the Beat Goes on – Die Sonny-und-Cher-Story (And the Beat Goes On: The Sonny and Cher Story, Fernsehfilm)
- 1999: Frauen unter sich (Agnes Browne)
- 2000: Sex oder stirb (Cherry Falls)
- 2000: Men of Honor
- 2001: Männerzirkus (Someone Like You …)
- 2001: Sister Mary Explains It All (Fernsehfilm)
- 2001: Natürlich blond (Legally Blonde)
- 2002: Super süß und super sexy (The Sweetest Thing)
- 2003: Shade
- 2003: Dumm und dümmerer (Dumb and Dumberer: When Harry Met Lloyd)
- 2004: Dirty Dancing 2
- 2004: Cinderella Story
- 2005: Riding the Bus with My Sister (Fernsehfilm)
- 2005: Wild X-Mas (Just Friends)
- 2006: Rache ist sexy (John Tucker Must Die)
- 2006: Employee of the Month
- 2007: Der Glücksbringer (Good Luck Chuck)
- 2007: The Comebacks
- 2008: The Rocker – Voll der (S)Hit (The Rocker)
- 2008: Autopsy
- 2008: Sex & Lies in Sin City (Fernsehfilm)
- 2009: Miss March
- 2009: Acceptance (Fernsehfilm)
- 2009: Alvin und die Chipmunks 2 (Alvin and the Chipmunks: The Squeakquel)
- 2011: Big Mama’s Haus – Die doppelte Portion (Big Mommas: Like Father, Like Son)
- 2011: William und Kate – Ein Märchen wird wahr (William & Kate: Let Love Rule, Fernsehfilm)
- 2012: Gregs Tagebuch 3 – Ich war’s nicht! (Diary of a Wimpy Kid: Dog Days)
- 2011: William und Kate – Ein Märchen wird wahr (William & Kate)
- 2013: Coffee Town
- 2017: Gregs Tagebuch – Böse Falle! (Diary of a Wimpy Kid: The Long Haul)